# Monte Consolino

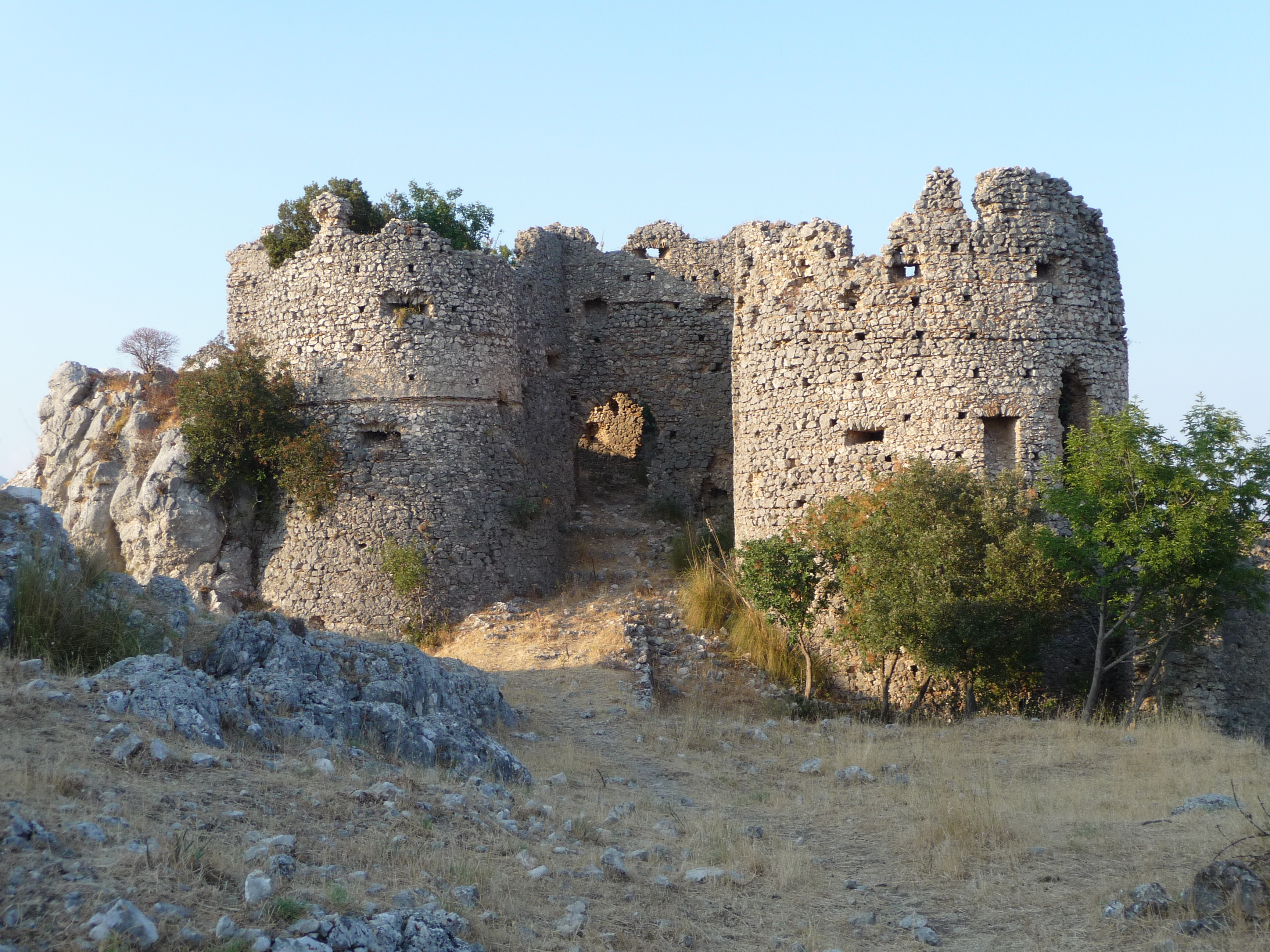
Castillo normando (2008)

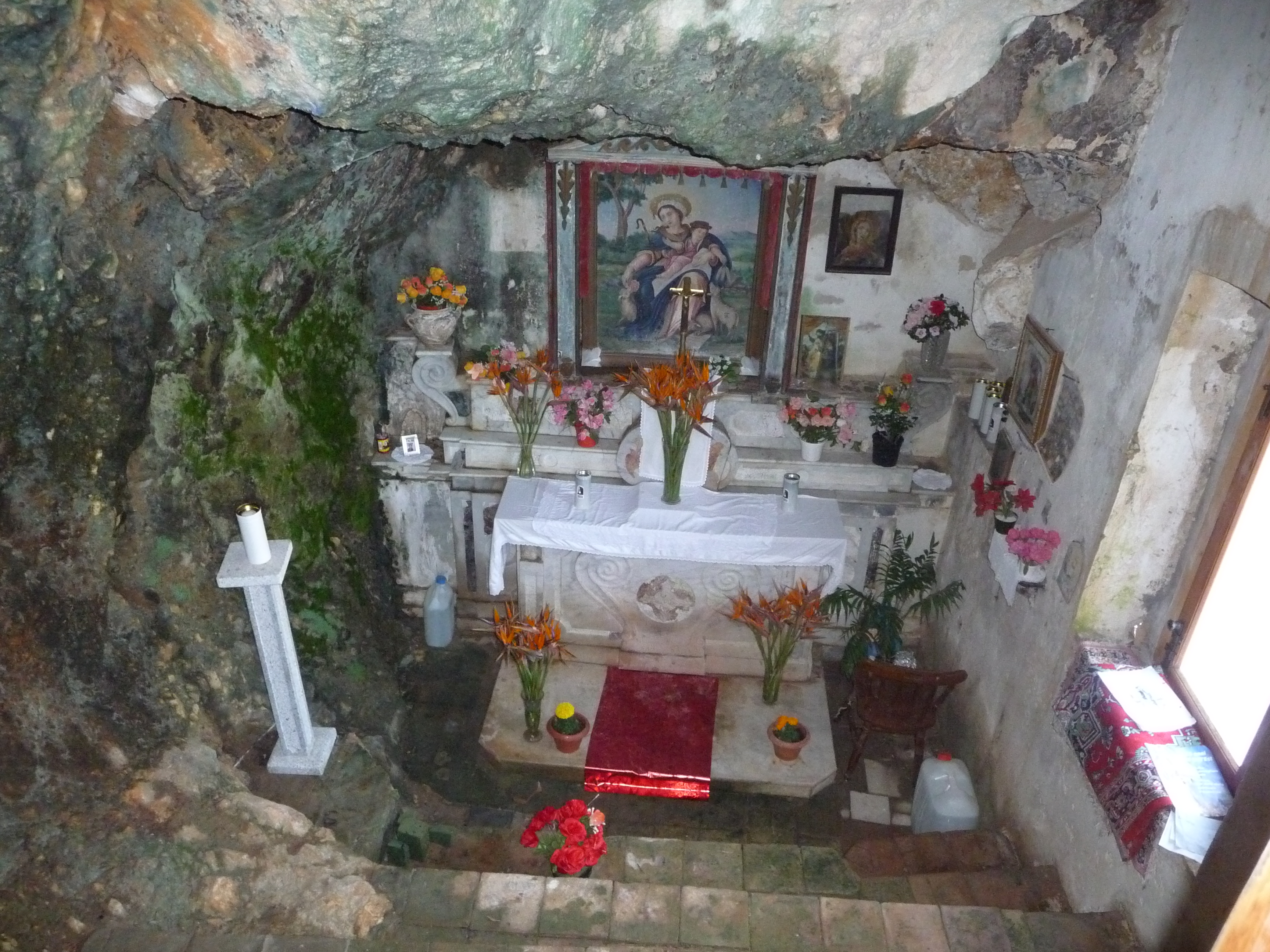
Laura de la Divina Pastorella

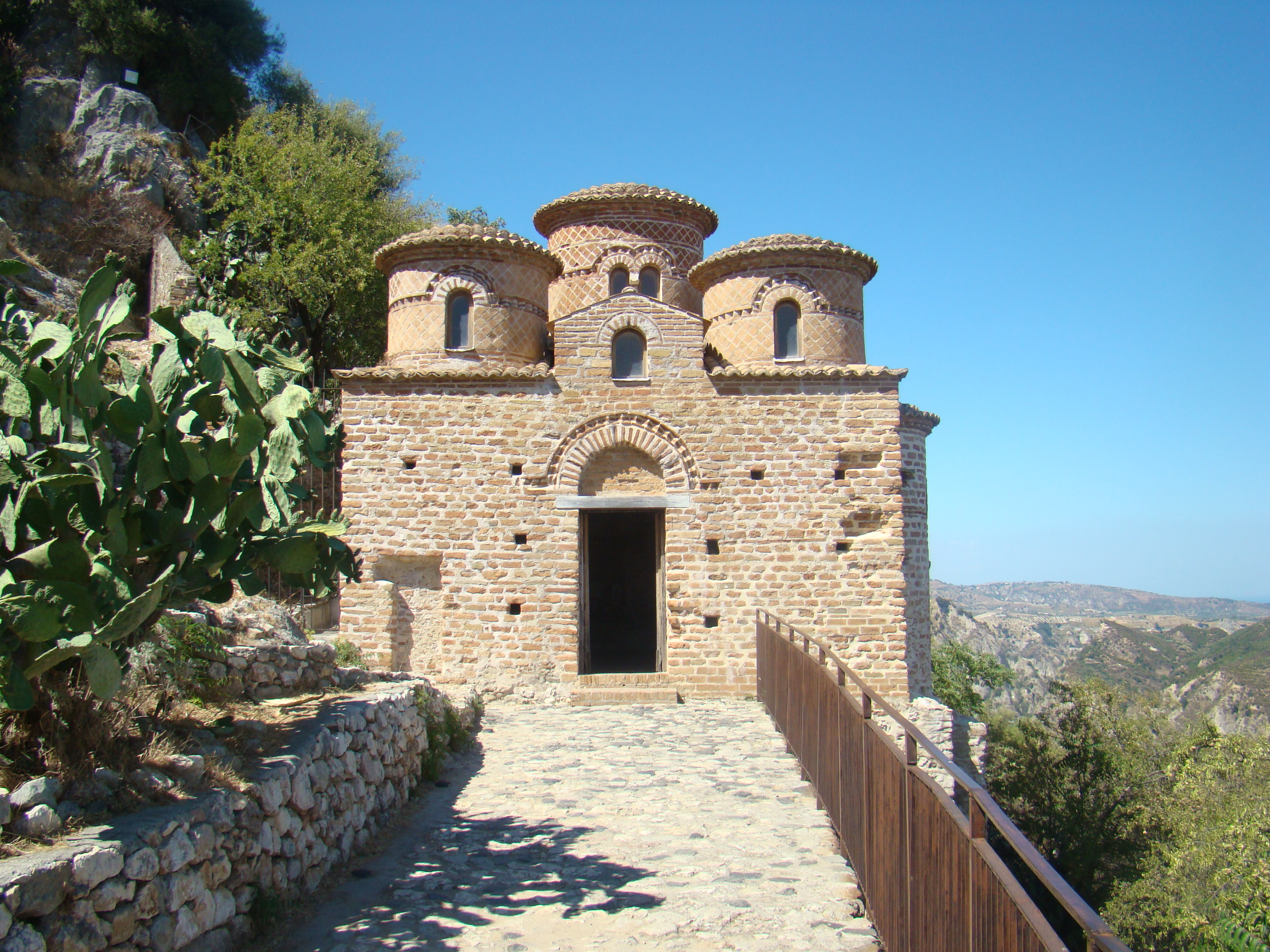
Vista exterior de la Cattolica de Stilo, en la falda del monte.

El monte Consolino es una montaña calabresa, con una altitud de 701 metros sobre el nivel del mar, situada entre el área de Locride y el valle Stilaro, A sus pies está la pequeña localidad de Stilo, donde está la pequeña iglesia bizantina conocida como la Cattolica. El monte ese divide entre Pazzano, Bivongi y Stilo.

## Castillo normando
Sobre el monte esta el antiguo castillo normando construydo por orden de Ruggero II.
Más abajo, en una pequeña meseta son los restos del poblado fortificado de Stilo que resistió la invasión árabe por seis años, el llamado Kastrum bizantino del siglo IX. El castillo y el Kastrum se pueden llegar por dos caminos. Desde 2009 existe una restauración en curso del castillo.

## Cuevas monásticas
Sobre la montaña están 16 lauras (nombre por las cuevas monásticas del sur de Italia) monásticas bizantinas con algunos frescos.
La más importante es la  cueva Sant'Angelo.
En ella se encuentra el fresco que representa, secundo Orsi el Redentor con los santos Cosme y Damián y otros estudiosos San Pedro y San Paulo abrazados bajo la bendición de Cristo.
La cueva de los benditos Ambrosio y Nicolás, maestro de Juan Theristes y la laura de la Divina Pastora (o Santa María Tramontana) ya se ha mencionado en 1115.
Los grados del centro de la ciudad, se hundieron en la piedra arenisca, en la que se traza una cruz con la inscripción en griego: O Aghios Georgeios.
La gran laura: stilese situado en el lateral, un sistema de cuevas con unas paredes que se estudiarán.

## Deportes
De Stilo están dos senderos cortos que llevan al castillo normando en la cima de la montaña, uno más pronunciado, que también tiene lugar en el Vía Crucis, bien marcado, y otro con pendientes más suaves, transitable por parte desde todoterreno.
En 2006, junto con los expertos de Calabria Rock 2006 han rastreado las distintas vías y dos rutas para escalar la montaña. La montaña se ha dividido en 6 áreas: Grotta, Pilastrino, Gaia, Torre Staccata, Calabria Esaudita e Città del Sole.

## Note
1. ↑  Bova, Damiano (2008).  Ecumenica Editrice, ed. Bivongi.Nella valle dello Stilaro. Bari. pp. p190. ISBN 978-88-88758-43-5.